# Ankylocythere tiphophila
Ankylocythere tiphophila är en kräftdjursart som först beskrevs av Crawford 1959.  Ankylocythere tiphophila ingår i släktet Ankylocythere och familjen Entocytheridae. Inga underarter finns listade i Catalogue of Life.